# Psammophora modesta
Psammophora modesta är en isörtsväxtart som först beskrevs av Moritz Kurt Dinter och Berger, och fick sitt nu gällande namn av Moritz Kurt Dinter och Schwant. Psammophora modesta ingår i släktet Psammophora och familjen isörtsväxter. Inga underarter finns listade i Catalogue of Life.